# Esteban V de Hungría
Esteban V de Hungría (en húngaro: V. István; en latín: Stephanus V) (Buda, 1239- Buda, 6 de agosto de 1272). Vigesimoprimer rey de Hungría (1270-1272), hijo de Bela IV de Hungría.

## Biografía
Esteban fue el octavo hijo del rey Bela IV de Hungría y María Laskarina, pero puesto que él era el primer hijo varón se convirtió inmediatamente en el heredero del trono húngaro. Durante la invasión tártara de 1241, la familia real huyó a la región de Dalmacia, y junto con ellos Esteban. Ya a muy temprana edad su padre lo hizo coronar Duque de Eslavonia y le exhortó a que llevara una política antitártara de reconstrucción del reino, la cual pudo poner en práctica luego de que los tártaros abandonasen Hungría. Viendo en él el futuro reconstructor del reino, el rey Bela IV buscó una esposa para él, llevando a cabo una alianza con los cumanos que vivían en el reino. De esta manera Esteban tomó por esposa a la hija del jefe cumano, Isabel la Cumana, matrimonio del cual nacieron cinco hijas y dos hijos.
Una vez que Esteban alcanzó la mayoría de edad, recibió el dominio de una región oriental del reino húngaro en 1257, y en 1258 fue colocado a la cabeza del recientemente conquistado Ducado de Estiria. Puesto que casi desde hacía un siglo se había establecido implícitamente la tradición de que el heredero al trono húngaro recibía el título de "dux slavoniae" o duque de Eslavonia, y el monarca se lo otorgó a su hijo menor también llamado Béla. Esteban al haber sido privado de esta dignidad pudo haberse sentido ofendido, pues varios documentos de la época argumentan que la guerra comenzó porque el rey quería privar de sus derechos como hijo mayor a Esteban.
El joven Esteban, quien había sido colocado a la cabeza de la región de Transilvania era de por sí de naturaleza guerrera y conflictiva, cada vez halló más inconvenientes en tolerar la política cuidadosa de su padre. Ante esto el príncipe pronto atacó a su padre, alcanzando una serie de victorias sobre el rey, hasta que en 1262 Esteban tomó el título de rex iunior (rey joven), conservando bajo su control los territorios al Este del Danubio húngaro. La princesa Ana de Hungría, hija del rey Bela IV, se convirtió en una de las más grandes opositoras al príncipe Esteban en la corte húngara, alcanzando un punto crítico de tensión en las relaciones de los dos hermanos. Sin embargo, los conflictos no terminaron a pesar de que Bela IV accedió a que su hijo actuase como correy, sino que Esteban continuó atacando a su padre, ante lo cual Bela IV condujo una campaña militar contra él, sufriendo en 1265 una terrible derrota en la batalla de Isaszeg. 
A partir de entonces Esteban reinó como gobernante absoluto en su propio territorio húngaro, llevando una política independiente y campañas militares a su voluntad. Desde luego, se consideraba que el joven rey gobernaba en una Hungría divida en dos pero unida legalmente por voluntad y gracia de Dios y de su padre. Esteban tuvo gran éxito con su diplomacia, comprometiendo a su hija María de Hungría con el rey Carlos II de Nápoles y Sicilia (de este matrimonio nacerá Carlos Martel de Anjou-Sicilia, el padre del futuro rey Carlos Roberto de Hungría). Cabe destacar que a pesar de haber obtenido una victoria indiscutible, Esteban pudiendo haberlo hecho, jamás atentó contra la vida de su padre, y no intentó destronarlo o tomar su lugar.

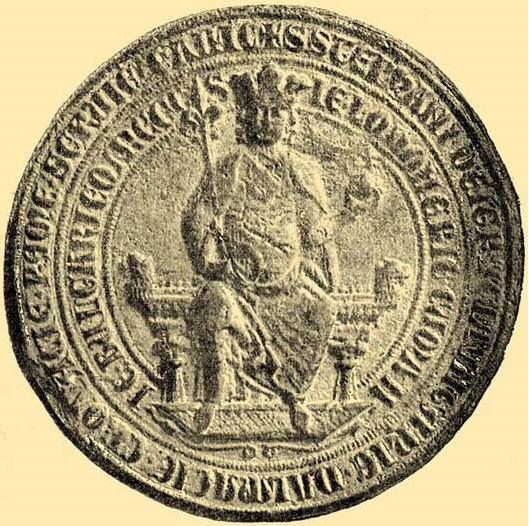
Sello real de Esteban V

Tras la muerte de su padre en 1270, Esteban finalmente ascendió al trono húngaro como Esteban V de Hungría. Durante su breve reinado se produjeron numerosos conflictos internos causados por los antiguos partidarios de su padre. Su hermana Ana tomó el tesoro real y huyó a acogerse por el rey Otakar II de Bohemia, al igual que hicieron también muchos de los partidarios de su padre. Ante esto Esteban V combatió contra los checos y Otakar II atacó a Hungría en 1271, pero fue expulsado por el monarca húngaro. Seguidamente firmaron la paz en Bratislava y ya parecía que el poder de Esteban V estaba consolidado, cuando sufrió un nuevo gran golpe.
Esteban V partió hacia Dalmacia para encontrarse con su aliado Carlos II Anjou de Nápoles y Sicilia, momento en el cual el noble Joaquín Gutkeled secuestró a su hijo, el príncipe heredero Ladislao, quien fue llevado al castillo de Kapronca y encerrado junto con su madre Isabel la Cumana. De inmediato Esteban V comenzó el asedio de la fortaleza, durante el cual enfermó gravemente. Sintiendo cercana su muerte, Esteban V pidió ser llevado a la isla de Csepel en el Danubio, donde murió el 6 de agosto de 1272. Fue enterrado en el claustro dominico de la Isla Margarita, también en el Danubio.

Luego de su muerte, Joaquín Gutkeled liberó a Isabel y a Ladislao, llevándolos a Székesfehérvár para coronar al pequeño heredero. A partir de este momento las familias Gutkeled, Kőszeg y Csák dominaron el reino húngaro, gobernando por encima de la reina madre y su hijo, quien al alcanzar la mayoría de edad recuperó el control sobre Hungría.